# Markus Reiner
Markus Reiner  (en hebreo: מרכוס ריינר‎) (Czernowitz, Imperio austrohúngaro, 5 de enero de 1886 - 25 de abril de 1976) fue un ingeniero civil, creador junto con Eugene Bingham de la reología.
Nació en Chernivtsi, y estudió ingeniería civil en la Technische Hochschule de Viena, y tras la Primera Guerra Mundial emigró al Mandato Británico de Palestina. Tras la fundación del Estado de Israel, pasó a ser catedrático del Technion (Instituto de Tecnología de Israel]) de Haifa. En su honor el Technion instituyó la cátedra Markus Reiner de mecánica y reología.
Además de ser quien acuñó el término reología se le conoce por la ecuación de Buckingham-Reiner, la ecuación de Reiner-Riwlin y el Número de Deborah.

## Obra
- G. W. Scott Blair & M. Reiner. 1957. Agricultural Rheology (Routledge & Kegan Paul, Londres)

- 1960. Deformation, strain and flow: an elementary introduction to rheology: Londres, H. K. Lewis

- 1964. Physics Today vol. 17 (1): 62 The Deborah Number

- 1971. Advanced Rheology: Londres, H. K. Lewis

- 1975. Selected Papers on Rheology: Ámsterdam, Elsevier

## Honores
- 1958: galardonado con el premio Israel, en ciencias exactas.[3]